# Byle jak
Byle jak – singel polskiej piosenkarki Margaret wydany 21 grudnia 2017 poprzez Magic Records i promujący album Monkey Business.
Utwór był pierwszym singlem wokalistki wykonywanym w języku polskim. W 2018 kompozycja znalazła się na 10. miejscu zestawienia najczęściej oglądanych polskich teledysków w serwisie YouTube i została nagrodzona tytułem Przeboju lata radia RMF FM oraz telewizji Polsat. Utwór znalazł się między innymi na 2. pozycji zestawienia AirPlay – Nowości oraz na 6. miejscu AirPlay – Top, notowania najczęściej odtwarzanych utworów w polskich rozgłośniach radiowych. Do utworu nakręcono teledysk, który został wyodrębniony z filmu krótkometrażowego „Nie chcę / Byle jak” wyreżyserowanego przez Konrada Aksinowicza.

## Geneza utworu i historia wydania
Utwór został napisany i skomponowany przez Emila Gullhamna, Sebastiana Hallifaxa, Dimitri Stassosa oraz samą wokalistkę. Pierwotnie kompozycja została napisana w 2015 dla innego polskiego artysty, ale z uwagi na ostateczne niewykorzystanie utworu, wokalistka postanowiła dołączyć go do swojego repertuaru. Jak sama przyznała:

Nie spodziewałam się. Wręcz to nie była piosenka dla mnie. Napisałam ją i nie chciałam jej śpiewać. Ale zaśpiewałam ją na jednym koncercie, fani ją pokochali i tak naprawdę piosenka jest bardziej ukłonem w stronę moich fanów. Tak właśnie przez przypadek wszystko wyszło. Bo tak właśnie jest z muzyką.

Utwór opowiada o znudzeniu miłością i wzajemną obecnością kochanków, których łączy coraz mniej – wykonują wyłącznie proste i stereotypowe czynności, nie wiedząc czego od siebie oczekują. Piosenkarka dodała go do listy utworów wykonywanych przez siebie podczas koncertów już w 2016, a jego pierwsze wykonanie na żywo miało miejsce 1 czerwca podczas koncertu wokalistki w Łęczycy. Ostatecznie jako singel ukazał się w formacie digital download 21 grudnia 2017 w Polsce za pośrednictwem wytwórni Magic Records. Nagranie zostało umieszczone na trzecim albumie studyjnym Margaret – Monkey Business. Był to pierwszy singel wokalistki wykonywany w języku polskim.

## Wykonania na żywo
Przed szeroką publicznością, utwór został po raz pierwszy wykonany 17 września 2017 podczas LIV Krajowego Festiwalu Piosenki Polskiej w Opolu, transmitowanego przez TVP1. Wokalistka zaśpiewała go również między innymi 27 stycznia 2018 w trakcie programu SNL Polska, 10 czerwca 2018 podczas koncertu „Od Opola do Opola” LV Krajowego Festiwalu Piosenki Polskiej w Opolu, 27 grudnia 2018 podczas zorganizowanego w Poznaniu z okazji 100-lecia powstania wielkopolskiego koncertu „Muzyka Wolności”, 27 lutego 2019 podczas koncertu „Artyści przeciw nienawiści”, 25 maja 2019 w Sopocie podczas piątej edycji Polsat SuperHit Festiwal, 16 czerwca 2019 podczas koncertu „Nie pytaj o Polskę – #30LatWolności” zorganizowanego w ramach LVI Krajowego Festiwalu Piosenki Polskiej w Opolu, a także 25 sierpnia 2019 podczas organizowanego przez telewizję Polsat oraz radio RMF FM festiwalu „Magiczne zakończenie wakacji” w Amfiteatrze na wzgórzu Kadzielnia w Kielcach. W 2021 wokalistka zaprezentowała utwór na festiwalu Olsztyn Green Festival 2021.

## Teledysk
Teledysk do utworu „Byle jak” został wyodrębniony z filmu krótkometrażowego „Nie chcę / Byle jak”, który posłużył także jako teledysk do utworu „Nie chcę” z albumu Monkey Business. Wokalistka wyróżniła dwie jedyne piosenki wykonywane na albumie w języku polskim i nagrała do nich wydłużone wersje teledysków, które po zmontowaniu stworzyły filmową historię. Film wyreżyserował Konrad Aksinowicz, który był także współautorem scenariusza razem z piosenkarką. W rolach głównych filmu wystąpili Wojciech Sikora, Wojciech Zieliński, Lea Aksinowicz, a także sama wokalistka – dla której był to debiut w roli aktorki filmowej. Jedna ze scen filmu odegrana została w mieszkaniu piosenkarki. Premiera odbyła się 22 listopada 2017 w warszawskim Multikinie w Złotych Tarasach, pięć dni przed oficjalnym wydaniem filmu na YouTube. 7 marca 2018 na kanale YouTube wokalistki opublikowano skróconą wersję filmu, zawierającą wyłącznie utwór „Byle jak”.
Artystka o nakręconym teledysku powiedziała:

Muszę się przyznać, że za każdym razem kiedy oglądam ten film oraz kiedy słucham tych piosenek… czuję się bardzo skrępowana. „Ściągam” z siebie modowe fatałaszki i otwieram się przed Wami totalnie. Wypowiadam słowa proste, ale bardzo mocne, nacechowane ogromnymi emocjami. To mnie bardzo onieśmiela.

Z kolei reżyser wideoklipu, Konrad Aksinowicz, powiedział:

To co mnie urzekło w tym projekcie to połączenie wątku fabularnego z dwiema niezależnymi od siebie piosenkami, które przez muzykę, klimat i słowa i wątek fabularny łączą całość w spójnie opowiedzianą historię.

## Lista utworów
| Digital download / media strumieniowe | Digital download / media strumieniowe | Digital download / media strumieniowe |
| Nr                                    | Tytuł utworu                          | Długość                               |
| ------------------------------------- | ------------------------------------- | ------------------------------------- |
| 1.                                    | „Byle jak”                            | 3:00                                  |

## Twórcy
|  | Opracowano na podstawie napisów końcowych filmu. - Konrad Aksinowicz – reżyseria, scenariusz - Margaret – scenariusz, aktorka - Jakub Jakielaszek – zdjęcia - Wojciech Sikora, Wojciech Zieliński, Lea Aksinowicz – aktorzy - Artistars – produkcja - „Chroma Pro” Agnieszka Chromicka – produkcja wykonawcza - Kasia Próchniak – kierownik produkcji - Krzysztof Bagiński – asystent kamery - Piotr Taborski, Sebastian Skorzycki – światło - Cinema Color – kamera/światło/dron - „Głośno” Błażej Kafarski – udźwiękowienie - Tomasz Skonieczny – dźwięk - Ola Przytuła – montaż - Jakub Jakielaszek – kolor/korekcja - Konrad Kuźma – rekwizyty - Bartek Indyka – kostiumy - Anna Kopciuch – make-up - Bartek Janusz, Tomasz Kopeć – włosy - Podziękowania: Areszt Śledczy w Warszawie-Służewcu, Przedszkole Niepubliczne Mini Misie | - Margaret – muzyka, słowa - Dimitri Stassos – muzyka, słowa - Emil Gullhamn – muzyka, słowa - Sebastian Hallifax – muzyka, słowa Źródło: Tidal |

## Notowania
| Terytorium | Notowanie           | Pozycja    | Źr.        |
| Tygodniowe | Tygodniowe          | Tygodniowe | Tygodniowe |
| ---------- | ------------------- | ---------- | ---------- |
| Polska     | AirPlay – Top       | 6          | [ 27 ]     |
| Polska     | AirPlay – Nowości   | 2          | [ 28 ]     |
| Polska     | AirPlay – TV        | 3          | [ 29 ]     |
| Roczne     |                     |            |            |
| Polska     | Top 50 Airplay 2018 | 34         | [ 30 ]     |

| Terytorium | Notowanie                | Pozycja    | Źr.        |
| Tygodniowe | Tygodniowe               | Tygodniowe | Tygodniowe |
| ---------- | ------------------------ | ---------- | ---------- |
| Polska     | Radio Eska (Gorąca 20)   | 2          | [ 31 ]     |
| Polska     | Radio Szczecin (SLiP)    | 1          | [ 32 ]     |
| Polska     | RMF FM (PopLista)        | 1          | [ 33 ]     |
| Polska     | RMF Maxxx (Hop Bęc)      | 4          | [ 34 ]     |
| Roczne     |                          |            |            |
| Polska     | Radio Eska (Gorąca 100)  | 32         | [ 35 ]     |
| Polska     | RMF FM (Top 50 Poplisty) | 5          | [ 36 ]     |

| Terytorium | Serwis  | Pozycja | Źr.     |
| Dzienne    | Dzienne | Dzienne | Dzienne |
| ---------- | ------- | ------- | ------- |
| Polska     | Spotify | 100     | [ 37 ]  |
| Tygodniowe |         |         |         |
| Polska     | iTunes  | 25      | [ 38 ]  |
| Polska     | Spotify | 104     | [ 37 ]  |

## Odbiór
Paweł Gzyl z Onet Kultura uznał utwór za „wprawkę w śpiewaniu w ojczystym języku” stwierdzając, że głos wokalistki w romantycznej balladzie „wręcz dziecinnie” i piosenka pasowałaby do filmu Smerfy. Martyna z portalu musiclife.pl uznała utwór za największe zaskoczenie płyty Monkey Business, doceniając melancholijny i refleksyjny klimat oraz dużą dawkę emocji. Mateusz Plata z AllAboutMusic uznał, że utwór brzmi idealnie, a „doskonale budowana dramaturgia pozwala utrzymać słuchacza w napięciu do końca nagrania”. Sara Migaj z wlkm.pl powiedziała, że kompozycja brzmi jak jedna z lepszych kompozycji w polskim języku, jakie kiedykolwiek usłyszała. Z kolei Przemysław Dobrzyński z portalu Spider’s Web stwierdził, iż utwór „zagrany i zaśpiewany jest bardzo dobrze”, jednak przypomina mu polską wersję przeciętnej kompozycji z repertuaru Taylor Swift.

## Wyróżnienia
Utwór był „piosenką tygodnia” w Radiu Niepokalanów, a także Radiu PiK.
W 2018 utwór znalazł się na 10. miejscu zestawienia najczęściej oglądanych polskich teledysków w serwisie YouTube z 39,3 milionami wyświetleń (na dzień 6 grudnia 2018, kiedy opublikowano listę). Decyzją widzów przed telewizorami oraz publiczności zebranej w Amfiteatrze na wzgórzu Kadzielnia w Kielcach, kompozycja została nagrodzona tytułem Przeboju lata radia RMF FM oraz telewizji Polsat.
Singel dostał się na 25. miejsce polskiego notowania iTunes oraz 100. miejsce listy Spotify. Ponadto utwór dostał się na 32. pozycję Gorącej 100 Radia Eska w roku 2018.
W 2019 w plebiscycie o nagrody muzyczne Fryderyk utwór uzyskał nominację do nagrody publiczności w kategorii Przebój roku. 25 maja 2019 był jednym z utworów, który pretendował podczas Polsat SuperHit Festiwal do tytułu Radiowego hitu roku.